# Dystasia siporensis
Dystasia siporensis là một loài bọ cánh cứng trong họ Cerambycidae.